# Rojiura Boku to Kimi he
Rojiura Boku to Kimi he (路地裏　僕と君へ , övers. Bakgränden till dig och mig?) är en singel av det japanska rockbandet MUCC. Den Släpptes den 25 februari 2004 och nådde som bäst plats 34 på Oricons försäljningslista. Titelspåret återfinns på MUCC:s album Kuchiki no tou som släpptes senare samma år.

## Låtlista
1. "Rojiura Boku to Kimi he" (路地裏　僕と君へ)
2. "Mushi" (夢死)